# M (2007年の日本映画)
『M』（エム）は、2007年公開の日本映画。馳星周原作の短編集『M』のエピソード4篇を、廣木隆一が映像化した作品。

## 解説
『ヴァイブレータ』、『やわらかい生活』で各国の映画祭で注目を浴びた廣木隆一が監督をつとめ、一見幸せに見える男女の裏側にある不安定な世界を見事に映像化。
主演は映画初出演となる2000年準ミス・ユニバース・ジャパンの美元。母親への屈折した愛情を持つ少年・稔に『ハリヨの夏』『地下鉄に乗って』の高良健吾。脇を、廣木監督作品常連の大森南朋、田口トモロヲが堅実な演技で固める。原作者の馳自身も出演。
第19回東京国際映画祭「日本映画ある視点部門特別賞」受賞。ロッテルダム国際映画祭、ナットフィルム映画祭、シンガポール国際映画祭、バルセロナ・アジア映画祭、富川国際ファンタスティック映画祭出品作品。

## あらすじ
母親を守るために父親を殺してしまった過去を持つ稔。彼がある日出会った一児の母・聡子は、ヤクザに強要されて売春を行っていた。聡子はヤクザからの連絡に怯えながらも、繰り返していくうちに次第にその中に歓びを芽生えさせる。聡子の実情を知ってしまった稔は彼女に自分の母親の姿を重ね合わせ売春をやめさせようとするが、聡子はそんな稔に身体を預けようとする。どうして世界はこんなに狂っているのか。何が正しくて、何が間違っていて、何を信じればいいのか。自我と欲望の間で揺れる女と、愛情をうまく伝えられない男が出会い、ひとすじの光を見出していく。

## キャスト
- 美元
- 高良健吾
- 平山広行
- 渋川清彦
- 戸田昌宏
- なすび
- 奥田恵梨華
- 馳星周
- 蜷川みほ
- 大口広司
- 大森南朋
- 田口トモロヲ

## スタッフ
- 監督：廣木隆一
- エグゼクティブプロデューサー：宮崎恭一
- プロデューサー：石原真、陶山明美
- 製作：ザックコーポレーション
- 配給：ハピネット
- 原作：馳星周 『M』（文藝春秋刊）
- 脚本：斎藤久志
- 撮影：鈴木一博
- 編集：菊池純一
- 美術：林千奈
- 題字：荒木経惟
- キャスティング：山口正志

### 音楽
- 音楽担当：オオヤユウスケ
- 音楽エンジニア：Kazuyuki Matsumura a.k.a ZAK
- ミュージシャン：原田郁子、宮田まこと
- エンディング・テーマ：「おだやかなひかり」オオヤユウスケ